# 大相撲
大相撲，是指：
1. 指在相扑中拥有最高地位的称作力士的职业选手中所举行的商業性比赛项目，以及与其相关的力士其相关人士的集团，社会。現在指日本相扑协会主办的職业相撲比赛（本項詳述）。
2. 指比赛中两方长时间的胶着对抗，短时间内无法分出胜负的比赛。日本放送协会（NHK）的相撲现场直播中，尤其是排名靠前的选手的比赛场合，大约超过1分钟后，解说员会说「这变成了一场大相扑」（大相撲になりました）。另外，如果超过约4分钟还无法分出高下，称作「水入」，行司會給他們喝一口水後再比賽。

日本相撲協会主辦的大相撲（おおずもう），日本国内外的相撲表演為知名。東京的比賽場所兩國國技館（詳細參見国技館、国技#日本の国技）。土俵場地僅限男性可以出場。

## 歷史
第二次世界大戰後期的東京大轟炸，兩國國技館被燒毀，在當時有不少相撲力士戰死或遭波及或者被俘虜。當時大相撲比賽因而減少甚至停辦。
2014年，日本相撲協會註冊成財團法人，新公司成立。並繼續享有稅收待遇。

## 比賽

### 場所
| 比賽月份 | 正式名稱   | 通稱       | 比賽地點                  |
| -------- | ---------- | ---------- | ------------------------- |
| 1月      | 一月場所   | 初場所     | 兩國國技館                |
| 3月      | 三月場所   | 春場所     | 大阪府立体育会館・第1場館 |
| 5月      | 五月場所   | 夏場所     | 兩國國技館                |
| 7月      | 七月場所   | 名古屋場所 | 愛知縣体育館              |
| 9月      | 九月場所   | 秋場所     | 兩國國技館                |
| 11月     | 十一月場所 | 九州場所   | 福岡國際體育館            |

### 海外表演
| 回数   | 表演年月           | 國家/州      | 都市         | 註記                           |
| ------ | ------------------ | ------------ | ------------ | ------------------------------ |
| 第1回  | 1965年7月-8月      | 苏联         | 莫斯科、伯力 | 日蘇復交10周年                 |
| 第2回  | 1973年4月          | 中国         | 北京、上海   | 日中關係正常化                 |
| 第3回  | 1981年6月          | 墨西哥       | 墨西哥城     |                                |
| 第4回  | 1985年6月          | 美国紐約州   | 纽约         | 東京紐約姊妹都市25週年記念     |
| 第5回  | 1986年10月         | 法國         | 巴黎         | 東京巴黎友好都市5週年記念      |
| 第6回  | 1990年6月          | 巴西         | 聖保羅       |                                |
| 第7回  | 1991年10月         | 英國         | 伦敦         | 倫敦日本協會設立100週年記念    |
| 第8回  | 1995年10月         | 歐洲公演     | 維也納、巴黎 |                                |
| 第9回  | 1997年6月          | 澳大利亚     | 墨尔本、悉尼 | 日澳外交100週年記念            |
| 第10回 | 1998年6月          | 加拿大       | 溫哥華       |                                |
| 第11回 | 2004年2月          | 韓国         | 首爾、釜山   | 日韓共同未来協定               |
| 第12回 | 2004年6月          | 中国         | 北京、上海   | 日中定期航空路線開設30週年記念 |
| 第13回 | 2005年10月         | 美國內華達州 | 拉斯维加斯   | 拉斯维加斯建城100週年          |
| 第14回 | 2009年10月（中止） | 英國         | 伦敦         | 全球不景氣中止                 |
| 第15回 | 2013年6月（延期）  | 俄羅斯       | 莫斯科       |                                |
| 第16回 | 2025年10月（預定） | 英国         | 伦敦         | [ 2 ]                          |

## 分級
幕內力士分為五个级别：
- 横纲（ 最高级别）
- 大关
- 關脇
- 小结
- 前头

再次級的是（不能稱為幕內力士）：
- 十兩 
- 幕下 
- 三段 
- 序二段 （じょにだん）
- 序之口 （じょのくち）

## 橫綱
橫綱是相撲力士資格的最高級，一般而言大關要連續兩場所取得優勝才可獲得橫綱的榮譽稱號。現役橫綱有2位。
| 代次 |  | 四股名                                | 出生年（年齢） | 初次土俵  | 晉級橫綱  | 優勝 | 所属部屋     | 出身   |
| ---- |  | ------------------------------------- | -------------- | --------- | --------- | ---- | ------------ | ------ |
| 74代 |  | ほうしょうりゅう ともかつ 豊昇龍 智勝 | 1999年5月22日  | 2018年1月 | 2025年3月 | 2回  | 立浪部屋     | 蒙古   |
| 75代 |  | おおのさと だいき 大之里 泰輝         | 2000年6月7日   | 2023年5月 | 2025年7月 | 4回  | 二所之關部屋 | 石川縣 |

## 位階

### 升降級
連續勝越就可以升級，反之若連續兩次負越就會被降級，但是晉升到橫綱後，不會被降級。而從大關晉升到橫綱的制度是不穩定的，因而有待檢討。也由於不是客觀的標準，所引發的爭議往往也成為一個問題，包含橫綱以及大關的人數、相撲力士的背景、出生地、種族、體型等。

## 相撲力士的待遇

### 成為力士的資格
- 167公分以上，67公斤以上，23歲以下完成義務教育者。
- 在初中畢業，接受檢查後，165公分以上，65公斤以上。
- 25歲以下，在學生和業餘相撲有優異表現者。
- 國籍不限，但每個部屋只能招收一名外國人。

### 力士的薪水
| 項目       | 横綱       | 大関       | 三役（関脇・小結） | 平幕（前頭） | 十兩       |
| ---------- | ---------- | ---------- | ------------------ | ------------ | ---------- |
| 每月給予   | 2,820,000  | 2,347,000  | 1,690,000          | 1,309,000    | 1,036,000  |
| 年度給予   | 33,840,000 | 28,164,000 | 20,280,000         | 15,708,000   | 12,432,000 |
| 年度獎金   | 5,640,000  | 4,694,000  | 3,380,000          | 2,618,000    | 2,072,000  |
| 特別禮物   | 1,200,000  | 900,000    | 300,000            |              |            |
| 出張禮物   | 1,155,000  | 997,000    | 850,000            | 745,000      | 682,000    |
| 力士補助金 | 75,000     | 75,000     | 75,000             | 75,000       | 75,000     |
| 力士褒賞金 | 600,000    | 400,000    | 240,000            | 240,000      | 160,000    |
| 年度報酬   | 45,510,000 | 37,230,000 | 26,325,000         | 20,586,000   | 16,221,000 |

## 图片

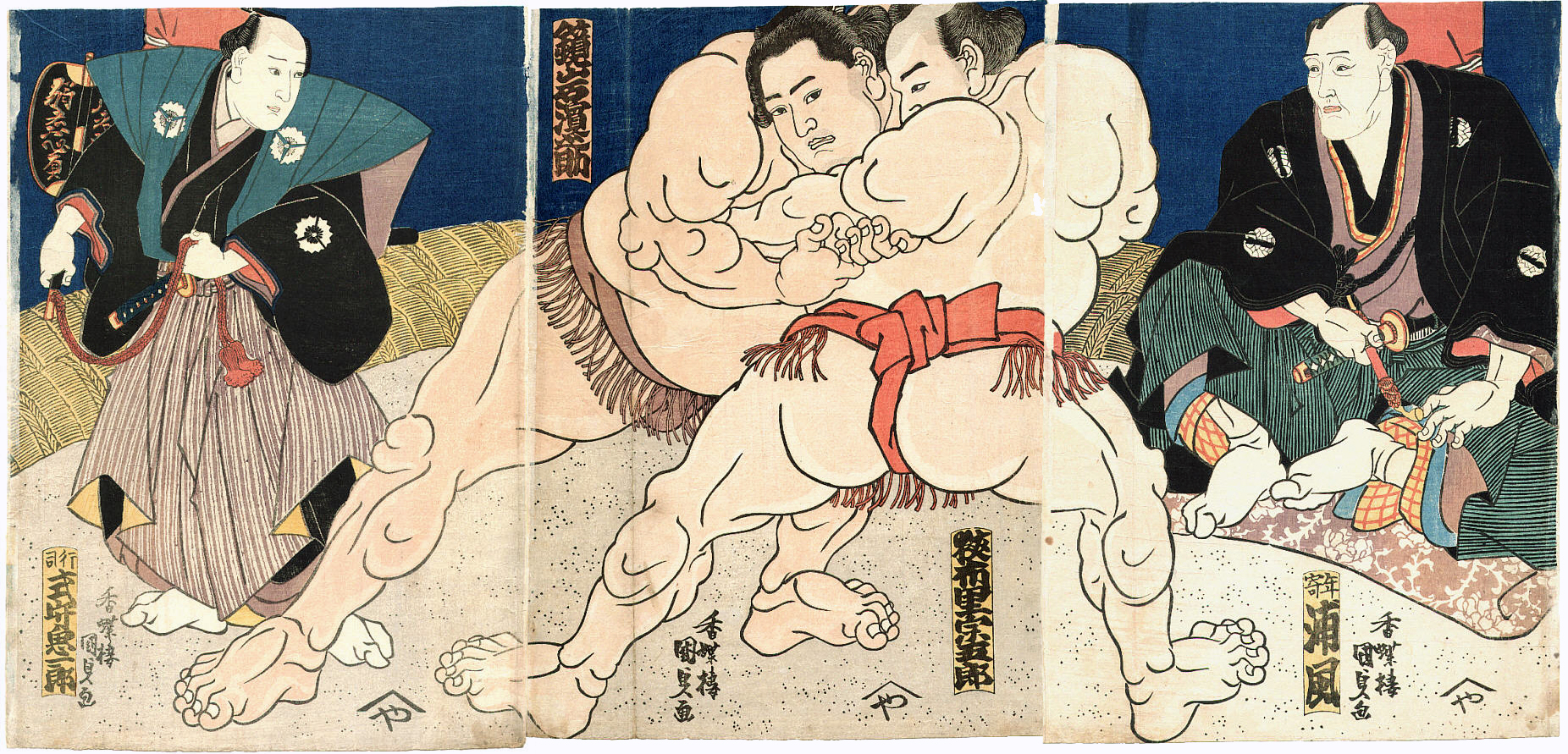
相撲絵（歌川国贞繪於1860年代）
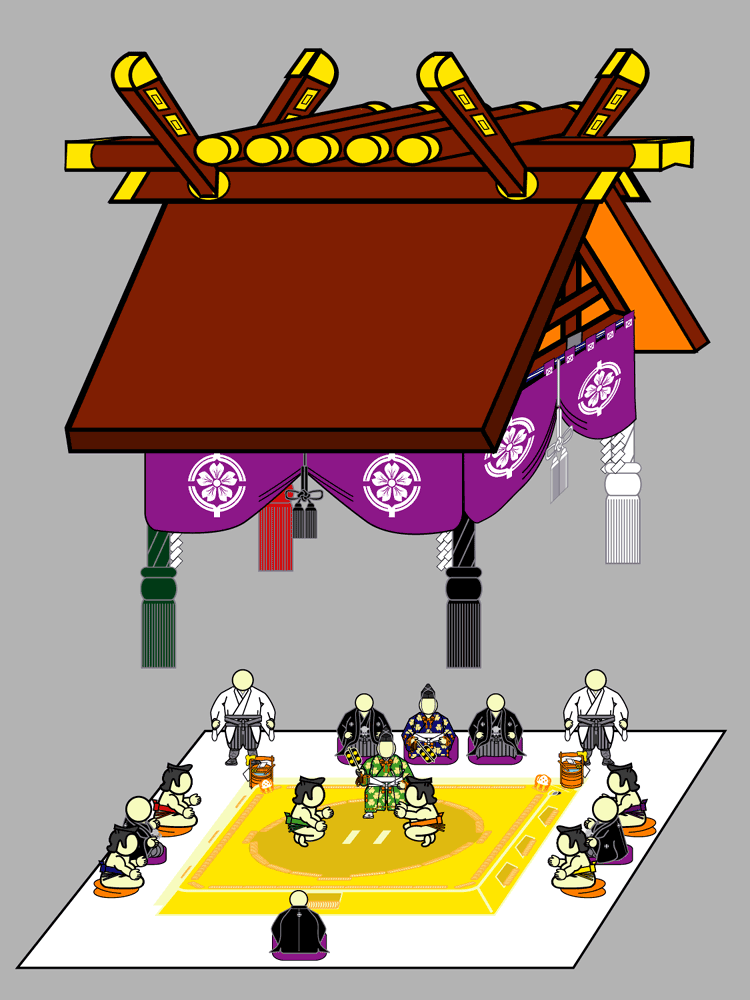
相撲競技場全图
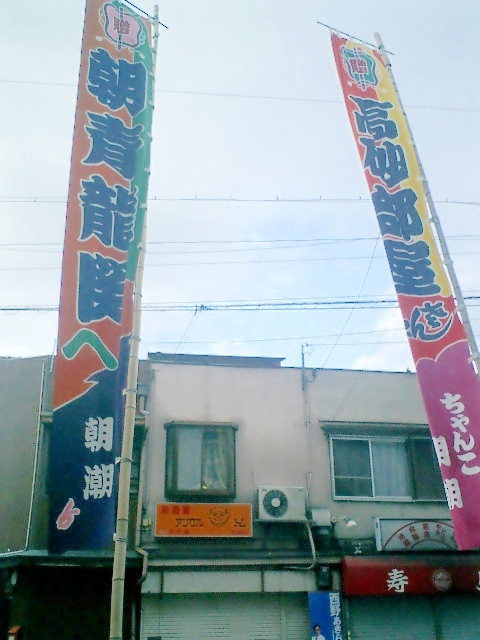
大相撲力士的声援旗幟

## 註解

## 外部連結
- 日本相撲協会（页面存档备份，存于）
- 日本相撲史概說（页面存档备份，存于）
- 相撲（页面存档备份，存于）